# Jacques Nicolas Elias
Jacques Nicolas Joseph Elias (Mons-lez-Liège, 10 april 1826 - Luik, 10 juni 1873) was een Belgisch volksvertegenwoordiger.

## Levensloop
Elias was een zoon van burgemeester Nicolas Elias en van Marie Mottart. Hij trouwde met Dieudonnée Mouton.
Gepromoveerd tot doctor in de rechten (1852) aan de Universiteit Luik, werd hij advocaat in Luik (1852-1867).
In 1860 werd hij verkozen tot provincieraadslid voor de provincie Luik. In 1864 werd hij verkozen tot liberaal volksvertegenwoordiger voor het arrondissement Luik en vervulde dit mandaat tot aan zijn dood.